# Stralsunder Straßennamen/V
Dies ist ein Verzeichnis der Straßennamen der Hansestadt Stralsund.
Das Verzeichnis nennt den Namen der Straße und (in Klammern) den Ortsteil. Dazu wird eine Erläuterung (Jahr der Benennung, Grund) zum Straßennamen gegeben. Wegen der großen Anzahl an Straßen wurde das Verzeichnis nach den Anfangsbuchstaben der Straßennamen aufgeteilt. Unter „Allgemeines“ finden Sie die Einleitung und Erläuterungen zu den Straßennamen allgemein.
Beispiel: Den Amanda-Weber-Ring finden Sie unter A.
- Veghevur

ehemaliger Straßenname, siehe Mönchstraße
- Velgaster Weg (Tribseer / Tribseer Siedlung)

Benannt nach dem Ort Velgast in der Nähe Stralsunds.
- Vergüldete Straße

ehemaliger Straßenname, siehe Filterstraße
- Vilmer Weg (Franken / Dänholm)

Benannt nach der südlich der Insel Rügen gelegenen Insel Vilm. Die Insel gehört zum Nationalpark Vorpommersche Boddenlandschaft.
- Vogelsangstraße (Grünhufe / Vogelsang)

- Vogelwiese (Knieper / Kniepervorstadt bzw. Knieper Nord)

Die Vogelwiese wurde benannt nach dem vor Jahrhunderten an dieser Stelle veranstalteten traditionellen Vogelschießen. Dieses alljährlich stattfindende Ereignis war ein gesellschaftlicher Höhepunkt der Stralsunder Bürger.
- Voigdehagen (Süd / Voigdehagen)

- Voigdehäger Weg (Franken / Frankensiedlung bzw. Lüssower Berg / Am Umspannwerk)

- Voigtweg (Tribseer / Tribseer Wiesen)

- Von-Gosen-Straße (Knieper / Kniepervorstadt)

Benannt nach dem stralsundischen Ratsherren Justquinus von Gosen († 1636).
- Von-Löwen-Straße (Knieper / Kniepervorstadt)

Benannt nach dem schwedischen Generalgouverneur Graf Axel von Löwen. Dieser vermachte der Stralsunder Stadtbibliothek im Jahre 1761 mehrere Tausend Bücher französischer Literatur. Sein an der Kreuzung von Ossenreyerstraße und Heilgeiststraße erbautes Löwensches Palais fiel dem Bombenangriff auf am 6. Oktober 1944 zum Opfer. Heute steht dort ein dem Original nachempfundener Zweckbau gleichen Namens.
- Von-Petersson-Straße (Knieper / Kniepervorstadt)

Benannt nach Friedrich Gustav von Petersson (* 1766, † 1809). Der schwedische Offizier kämpfte an der Seite von Freiherr Ferdinand von Schill gegen die französischen Besatzer und wurde durch diese vor dem Kniepertor hingerichtet. Am Kniepertor befinden sich eine Gedenktafel und ein von Ehrenfried von Storch gestifteter Gedenkstein.